# Danny Welbeck
Daniel Nii Tackie Mensah Welbeck (Longsight, 26 de novembro de 1990) é um futebolista inglês de origem ganesa que atua como centroavante. Atualmente joga no Brighton & Hove Albion.

## Carreira

### Manchester United
Nascido em Longsight, Manchester, Welbeck é filho de ganeses. Chegou ao Manchester United na temporada 2005–06, para integrar o time Sub–18. Fez sua estreia pela equipe no dia 8 de abril de 2006, numa partida contra o Sunderland, em jogo válido pela liga nacional. No total, ele marcou nove gols em 14 jogos no time júnior em 2007–08, e sete gols em onze partidas nos reservas, incluindo um espetacular hat-trick contra o Manchester City.
Suas performances o qualificaram para o grupo principal do United que foi à Arábia Saudita, para a disputa da Copa do Mundo de Clubes da FIFA. Depois de conquistar seu espaço nos planos do treinador Alex Ferguson, Welbeck passou a frequentar o banco de reservas com maior frequência, mas ainda sem chances de estrear devido à forte concorrência no ataque da equipe, que contava com Cristiano Ronaldo, Wayne Rooney e Carlos Tévez.
Seu primeiro jogo oficial no time profissional foi no dia 23 de setembro de 2008, na vitória por 3 a 1 contra o Middlesbrough, válida pela Copa da Liga Inglesa. Welbeck marcou seu primeiro gol pelos Diabos Vermelhos no dia 15 de novembro, num lindo chute de fora da área, na goleada por 5 a 1 contra o Stoke City, válida pela Premier League. O atacante foi um dos onze titulares no dia 1 de março de 2009, na vitória contra o Tottenham pela final da Copa da Liga Inglesa. Após o empate por 0 a 0 no tempo normal, em jogo realizado no no Estádio de Wembley, o United superou os Spurs por 4 a 1 nos pênaltis e conquistou o título da competição. Devido às boas atuações pelos Diabos Vermelhos, o atacante renovou seu contrato no dia 11 de dezembro, assinando um novo vínculo válido até junho de 2013.

### Preston North End
Foi emprestado ao Preston North End no dia 25 de janeiro de 2010, assinando com o clube inglês até julho. No entanto, logo depois de ser contratado, Welbeck sofreu uma lesão no joelho. Como parte de sua recuperação, ele participou de uma sessão de treinamento no CT do Manchester United, mas seu joelho acabou inchando novamente. A lesão necessitou de cirurgia e o empréstimo foi interrompido no dia 16 de março, para que ele pudesse voltar ao United para realizar a operação.

### Sunderland
O atacante foi novamente emprestado no dia 12 de agosto de 2010, dessa vez ao Sunderland, assinando contrato até o final da temporada. Estreou pelo novo clube no dia 14 de agosto, em um empate em casa por 2 a 2 contra o Birmingham City, substituindo Darren Bent aos 38 minutos do segundo tempo.

### Retorno ao Manchester United
No dia 13 de fevereiro de 2013, no primeiro jogo das oitavas da Liga dos Campeões da UEFA, Welbeck marcou o gol do United sobre o Real Madrid em um empate por 1 a 1 fora de casa.

### Arsenal
Foi contratado pelo Arsenal no dia 1 de setembro de 2014, por cerca de 21 milhões de euros. Marcou seu primeiro gol com a camisa dos Gunners no dia 20 de setembro, na vitória por 3 a 0 diante do Aston Villa, após receber uma assistência do meia Mesut Özil. Depois disso, Welbeck voltou a marcar no dia 1 de outubro, quando foi o autor do primeiro hat-trick da sua carreira, na vitória por 4 a 1 sobre o Galatasaray, válida pela fase de grupos da Liga dos Campeões da UEFA.
No dia 9 de março de 2015, em jogo válido pela Copa da Inglaterra contra o Manchester United, o atacante marcou o gol que deu a vitória por 2 a 1 e classificou o Arsenal, eliminando o seu ex-clube em pleno Old Trafford.

### Watford
Após cinco temporadas atuando pelo Arsenal, foi anunciado como novo reforço do Watford no dia 7 de agosto de 2019.
O atacante marcou um golaço de bicicleta no dia 7 de julho de 2020, contra o Norwich, que definiu a vitória por 2 a 1 válida pela Premier League. Welbeck não marcava um gol na competição desde 2018.

## Títulos
Manchester United
- Copa do Mundo de Clubes da FIFA: 2008
- Copa da Liga Inglesa: 2008–09
- Premier League: 2008–09 e 2012–13
- Supercopa da Inglaterra: 2011 e 2013

Arsenal
- Copa da Inglaterra: 2014–15 e 2016–17
- Supercopa da Inglaterra: 2015 e 2017